# Dot Farley
Dot Farley, nata Dorothea Farley, (Chicago, 6 febbraio 1881 – South Pasadena, 2 maggio 1971), è stata un'attrice e sceneggiatrice statunitense.

## Biografia
Nata a Chicago, Dot Farley girò oltre trecento film nella sua carriera, che durò dal 1910 al 1950. Era conosciuta soprattutto per i ruoli ricoperti agli inizî nelle commedie di Mack Sennett. In seguito fu la suocera in molti dei cortometraggi della serie che Edgar Kennedy girò per la RKO Pictures.

## Filmografia parziale

### Attrice

#### 1910
- Romantic Redskins, regia di Tom Ricketts - cortometraggio (1910)
- Starlight's Devotion, regia di Tom Ricketts - cortometraggio (1910)
- The Rummage Sale, regia di Sam Morris - cortometraggio (1910)
- Her Husband's Deception, regia di Sam Morris - cortometraggio (1910)
- A Troublesome Parcel, regia di Sam Morris (1910)

#### 1911
- Mrs. Gay Life's Visitors, regia di Sam Morris - cortometraggio (1911)
- The Genius - cortometraggio (1911) )
- A Pittsburgh Millionaire, regia di Horace Vinton - cortometraggio (1911)
- The Boss of Lucky Ranch, regia di Allan Dwan - cortometraggio (1911)
- A California Love Story, regia di Allan Dwan - cortometraggio (1911)
- Hypnotizing a Hypnotist (1911)
- Do You Know This Woman? (1911)
- The Harem Skirt, regia di Sam Morris (1911)
- Reddy's Redemption, regia di Horace Vinton (1911)
- Bud Nevins, Bad Man, regia di Allan Dwan (1911)
- Crazy Gulch, regia di Allan Dwan (1911)
- The Ranchman's Vengeance, regia di Allan Dwan (1911)

#### 1912
- How He Won Her, regia di Gilbert P. Hamilton (1912)
- A Gypsy's Love, regia di Gilbert P. Hamilton (1912)
- White Fawn, regia di Gilbert P. Hamilton (1912)
- A Petticoat Ranch Boss
- The Plucky Ranch Girl
- The Wordless Message, regia di Allan Dwan (1912)
- Peril of the Plains
- Regeneration, regia di Gilbert P. Hamilton (1912)
- Raiders of the Mexican Border, regia di Gilbert P. Hamilton (1912)
- At the Basket Picnic

#### 1913
- The Power of Civilization, regia di Gilbert P. Hamilton (1913)
- A Deaf Burglar, regia di Mack Sennett (1913)
- The Rural Third Degree, regia di Mack Sennett (1913)
- A Strong Revenge, regia di Mack Sennett (1913)
- The Two Widows, regia di Henry Lehrman (1913)
- The Man Next Door, regia di Mack Sennett (1913)
- Love and Pain
- A Wife Wanted
- On His Wedding Day, regia di Mack Sennett (1913)
- Hide and Seek, regia di Mack Sennett (1913)
- Those Good Old Days, regia di Mack Sennett (1913)
- A Life in the Balance, regia di Mack Sennett (1913)
- Murphy's I.O.U., regia di Henry Lehrman (1913)
- A Dollar Did It
- Bangville Police
- A Fishy Affair
- His Chum the Baron
- Algy on the Force
- Twixt Love and Fire
- Hubby's Job
- The Frontier Twins Start Something
- The Frontier Twins' Heroism
- A Hasty Jilting
- Masquerading in Bear Canyon
- Sailing Under False Colors
- Flirty Florence
- Dorothea and Chief Razamataz
- The Juvenile Kidnappers
- The Village Pest
- The Shop Girl's Big Day (1913)
- Curing the Doctor
- Miss Fairweather Out West
- Wine
- Fatty Joins the Force
- Cohen Saves the Flag
- The Gusher
- Some Nerve

#### 1914
- The First Law of Nature
- A Fight for a Million
- The Trail of the Law, regia di Gilbert P. Hamilton (1914)
- A Web of Fate
- The Unwritten Justice
- The Price of Crime
- The Daughter of the Tribe
- The Lust of the Red Man
- The Toll of the War-Path
- How Johanna Saved the Home
- False Pride Has a Fall
- Rescued by a Ranch Girl
- Her Bandit Sweetheart
- Even Unto Death
- A Sage Brush Leading Lady
- Soul Mates
- A Mountain Goat
- Shot in the Fracas
- Rural Romeos
- Finished at Sea
- The Chaser, regia di Archer MacMackin
- His Neighbor's Pants
- Too Many Wives, regia di Archer MacMackin (1914)
- The Big Stick

#### 1915
- Buy, Buy Baby!
- With Daddy's Aid
- Wheeled Into Matrimony
- A Woman's Way (1915)
- Pretty Policeman
- The Misplaced Twins
- Her New Yob
- Louisa's Battle with Cupid
- The Poor Fixer
- She Couldn't Get Away
- Aunt Matilda Outwitted
- Sammy's Scandalous Scheme

#### 1916
- Sammy Versus Cupid
- Inherited Passions, regia di Gilbert P. Hamilton (1916)

#### 1917
- The House of Terrible Scandals, regia di Henry Lehrman (1917)
- A Milk-Fed Vamp, regia di David Kirkland (1917)

#### 1918
- Shadows of Her Pest, regia di Henry Lehrman (1918)
- A Self-Made Lady, regia di David Kirkland (1918)
- The Wooing of Coffee Cake Kate
- The Poor Rich Cleaners
- The Paperhangers' Revenge
- Rip Roaring Rivals
- Oh, the Women!
- Love's Lucky Day
- He Couldn't Fool His Wife
- From Caterpillar to Butterfly
- By Heck, I'll Save Her
- A Widow's Camouflage

#### 1919
- Looney Lions and Monkey Business, regia di Vim Moore (1919)
- Good Night, Turk
- Frisky Lions and Wicked Husbands, regia di Vin Moore (1919)
- Nellie's Naughty Boarder
- Howling Lions and Circus Queens, regia di Vim Moore (1919)
- A Lion in the House (1919)
- Brownie's Doggone Tricks

#### 1920
- Bungalow Troubles
- An Elephant on His Hands (1920)
- An Arabian Nightmare

#### 1921
- L'idolo del villaggio (A Small Town Idol), regia di Erle C. Kenton e Mack Sennett (1921)
- The Unhappy Finish
- Sweetheart Days
- Officer Cupid
- Astray from the Steerage, regia di Frank Powell (1921)
- Home Talent
- Love's Outcast
- By Heck
- Bright Eyes
- A Small Town Hero

#### 1922
- Husband and Strife
- Young Sherlocks

#### 1923
- Rob 'Em Good

#### 1924
- All Night Long, regia di Harry Edwards

#### 1925
- The Unchastened Woman, regia di James Young (1925)
- Donna di mondo (A Woman of the World), regia di Malcolm St. Clair (1925)

#### 1926
- Ragione per cui (Memory Lane), regia di John M. Stahl (1926)
- Money Talks, regia di Archie Mayo (1926)
- La collana di Penelope (Honesty - The Best Policy), regia di Chester Bennett e Albert Ray (1926)
- The Still Alarm, regia di Edward Laemmle (1926)
- La granduchessa e il cameriere (The Grand Duchess and the Waiter), regia di Malcolm St. Clair (1926)

#### 1927
- La mia vedova (Nobody's Widow), regia di Donald Crisp (1927)
- The Overland Stage
- McFadden's Flats, regia di Richard Wallace (1927)
- McFadden's Flats
- The Girl from Everywhere

#### 1928
- Lady Be Good, regia di Richard Wallace (1928)

#### 1930
- Dall'ombra alla luce (Road to Paradise), regia di William Beaudine (1930)

#### 1934
- Down to Their Last Yacht, regia di Paul Sloane (1934)

#### 1938
- The Purple Vigilantes, regia di George Sherman (1938)
- The Road to Reno, regia di S. Sylvan Simon (1938)
- The Stranger from Arizona
- Slander House
- Lawless Valley, regia di David Howard (1938)

#### 1939
- Sono colpevole
- Donne, regia di George Cukor (1939)
- $1000 a Touchdown

#### 1942
- Obliging Young Lady, regia di Richard Wallace (1942)
- Heart Burn, regia di Harry D'Arcy (1942)
- Inferior Decorator, regia di Clem Beauchamp (1942)
- Cooks and Crooks
- Destino (Tales of Manhattan), regia di Julien Duvivier (1942)
- Two for the Money, regia di Lloyd French (1942)
- Rough on Rents, regia di Ben Holmes (1942)
- Il bacio della pantera (Cat People), regia di Jacques Tourneur (1942)
- Duck Soup, regia di Ben Holmes (1942)

#### 1944
- Feather Your Nest, regia di Hal Yates (1944)

### Sceneggiatrice
- A Gypsy's Love, regia di Gilbert P. Hamilton (1912)
- The First Law of Nature, regia di Gilbert P. Hamilton (1914)
- A Fight for a Million
- The Trail of the Law, regia di Gilbert P. Hamilton - storia (1914)
- A Web of Fate
- The Unwritten Justice
- The Price of Crime
- The Daughter of the Tribe
- The Lust of the Red Man
- The Toll of the War-Path
- How Johanna Saved the Home
- Reuben's Busy Day
- A Sage Brush Leading Lady
- Soul Mates
- A Mountain Goat
- Shot in the Fracas
- Rural Romeos
- Finished at Sea
- The Chaser, regia di Archer MacMackin (1914)
- His Neighbor's Pants
- Too Many Wives, regia di Archer MacMackin (1914)
- The Big Stick
- Inherited Passions, regia di Gilbert P. Hamilton (1916)